# Smash (grup)
Smash va ser un grup de blues-rock i de rock progressiu i psicodèlic, originari de Sevilla i pioner del rock andalús, que va estar actiu entre 1968 i 1973.

## Història
La banda va començar la seva activitat el 1968, després de la ruptura del grup Gong amb el seu mànager Gonzalo García-Pelayo, qui va decidir oferir a Gualberto els instruments de Gong a condició que formi un nou grup. Després de sondejar a diversos músics coneguts, agrupa a Julio Matito, que s'encarregaria del baix i de cantar, i a Antonio Rodríguez, que passaria a tocar la bateria. El nom els el va donar el mateix Gonzalo. A l'any següent van començar a assajar i a l'estiu de 1969 es presenten i guanyen el Festival de Grupos del Estrecho celebrat a Algesires i organitzat per Jesús Quintero. També participa un altre grup, Los Solos, amb un guitarrista danès d'aspecte hippie que, atret pel flamenc, va recalar a Andalusia; es deia Henrik Liebgott (o Henrik Michael) i poc després es convertiria en component de Smash. Així es va completar la formació inicial.
A la darreria de 1969 graven amb el segell Diábolo dos senzills, “Scoutting / Sonetto” (Diábolo, 1969), i "Scoutting / Assajo Nº1” (Diabolo, 1970), amb poca distribució. Amb ells es donen a conèixer en l'ambient underground espanyol. Fitxen per Phillips i llancen un parell de singles que tenen una major distribució, tant que el Club de Lectors recull tots dos singles per elaborar el seu únic EP. A la tardor d'aquest any van llançar el seu disc de debut, “Glorieta dels Lotus” (Phillips, 1970). Va ser ben acollit per la crítica més avantguardista del país, especialment per la revista Musical Express. A la fi de 1970, Oriol Regàs posa a la seva disposició un apartament a la Costa Brava, nou equip instrumental i un avançament econòmic perquè facin el que vulguin. Però Phillips, companyia que mai havia cregut en ells i que els ficava pressió perquè gravessin temes estàndard de l'època, els exigeix liquidar el contracte i graven el seu segon disc, “Esta Vez Venimos a Golpear” (Phillips, 1971), produït com l'anterior pel locutor sevillà Alfonso Eduardo, per al segell Phonogram.
A la fi de 1971, Ricardo Pachón, mànager del grup, convenç a Manuel Molina, guitarrista flamenc com el seu pare, perquè entri en el grup. Ell s'hi nega, però en oferir-li poder lliurar-se de la mili ho accepta. Oriol Regàs proposa a Alain Milhaud com a productor i amb ell graven multitud de cançons més properes al flamenc, tot i que només veuran la llum les cançons que el segell considera més comercials. La primera mostra va ser el senzill “El Garrotín / Tangos de Ketama” (Bocaccio, 1971), on es produeix una clara inflexió cap a la mescla de rock i flamenc. El senzill «El garrotín», construït sobre el pal flamenc del mateix nom, amb lletra en castellà i anglès, va tenir un gran èxit comercial. El resultat final desagrada a Gualberto, que ho troba suau i comercial. Intenten convèncer-lo perquè segueixi, però no va haver-hi marxa enrere. Segons va dir anys després:
| « | Per aquella època, un dels mànagers va parlar amb mi i em va dir que si aguantava dos anys em folraria i que després ja faria la música que veritablement m'agradava” | » |

Això no li va agradar gens i se'n va anar del grup abans de l'edició del single. Encara que la idea del grup havia estat de Gonzalo García-Pelayo, el nom comercial Smash pertanyia a Gualberto, que ho va registrar al seu nom perquè era l'únic que tenia el carnet del sindicat de músics. Així que va fer un tracte amb els mànagers i els va cedir el nom de Smash a canvi que li donessin la seva guitarra i l'amplificador. Però quan va signar el que volien, no li van donar res. Els seus companys no ho sabien, ni tampoc Gualberto els ho va dir, simplement se'n va anar als Estats Units.
Ja sense Gualberto dins del grup, Alain Milhaud prepara el que seria el seu tercer disc, però després de la sortida al mercat de “Ni Recuerdo, Ni Olvido” (Bocaccio, 1972), Julio Matito deixa el grup i la resta del grup decideix no seguir i donar per conclosa l'aventura.
Després de la separació, cadascun va seguir el seu camí, Gualberto va començar la seva carrera en solitari explorant la fusió del rock progressiu i la música hindú amb el flamenc i també treballant com a arranjador. Julio Matito també va emprendre una carrera en solitari, mentre que Antonio ("Antoñito Smash") va col·laborar amb altres artistes com a Goma, Pata Negra, Silvio i Luzbel i Kiko Veneno. Henrik va tornar al seu país per seguir tocant en grups de so flamenc i Manuel Molina va formar el duo Lole y Manuel amb la seva dona Dolores Montoya.
Anys més tard, quan el catàleg de Bocaccio va passar a Zafiro, Vicente Romero va buscar totes les sessions dels últims temps del grup per poder treure un disc, però solament va trobar cinc temes. Van aparèixer com a Cara A en un LP titulat “Vanguardia y Pureza del Flamenco” (Xapa, 1978), en la cara B de la qual apareix una selecció de cantes del cantaor Agujetas amb el guitarrista Manolo Sanlúcar.
A la fi dels 70 Julio Matito s'involucra en política gràcies al fet que coneix i trava amistat amb diversos polítics socialistes, anys més tard bastant importants, i anarco-sindicalistes, però ràpidament es va decebre d'ella i es va ficar en un vaixell sis mesos. Quan va tornar, va proposar a Gualberto i Antonio reprendre Smash. Per a la presentació de la reaparició van acordar anar al programa Musical Express, dirigit per Àngel Casas. Van gravar un programa dedicat solament al grup. Se li va demanar a Julio que es quedés uns dies a Barcelona per realitzar una entrevista per completar el programa. L'endemà de l'enregistrament, Julio Matito va morir en un accident d'automòbil, fet que va acabar amb el projecte.
Smash van ser dels primers grups que van fusionar el flamenc amb el rock, i pares del que es va anomenar el rock andalús, exercint una gran influència en els anys següents a la seva desaparició.
En els últims anys, la banda s'ha reunit en ocasions puntuals per celebrar el seu llegat.

## Estètica
La visió estètica del grup es fa explícita en el text Cosmogonía de la estética de lo borde Arxivat 2009-09-12 a Wayback Machine., on afirmen que:
| «                                               | No se trata de hacer "flamenco pop" ni "blues aflamencados", sino de corromperse por derecho, y sólo puede corromperse uno por el palo de la belleza... La diversión no es el cachondeo, sino la bronca que te pega la belleza. Imagínate a Bob Dylan en un cuarto, con una botella de Tío Pepe, Diego del Gastor a la guitarra y la Fernanda y la Bernarda de Utrera haciendo compás. Y dile a Bob Dylan que cante sus canciones. ¿Qué le entraría a Bob Dylan por ese cuerpecito? Pues lo mismo que a Manuel Molina cuando empieza a cantar por bulerías con sonido eléctrico: Aunque digan lo contrario, / yo sé bien que esto es la guerra, / puñalaítas de muerte / me darían si pudieran. | » |
| — Smash, Cosmogonía de la estética de lo borde. | |   |

## Membres
- Gualberto García
- Henrik Liebgott
- Julio Matito
- Antonio Rodríguez
- Germán Rodriguez-Hesles García
- Manuel Molina
- Silvio Fernández Melgarejo
- Julio Rabadán Bujalance. Harmònica

## Discografia
La discografia es troba íntegrament a Todas sus grabaciones (1969-1978), amb els temes «Scouting» i «Sonetto» canviats d'ordre, així com els temes «I Left You» i «One Hopeless Whisper» igualment canviats. A més, compta amb la versió original de «Ensayo nº 1» com a tema instrumental, ja que la companyia de discos Diábolo va introduir per error la cançó «You're not real» del grup català Vértice. Per diferenciar-los, serveix que la versió original és un instrumental i l'altra és cantada i sona una harmònica en els primers compassos. Aquest tema apareix per error en el single Scouting / Ensayo nº 1, Diábolo (1970), i «Nacimiento del Rock en Andalucía»

### Àlbums
- Glorieta de los lotos, Polygram Ibèrica (1970).
- We come to smash this time, Polygram Ibèrica (1971).
- Vanguardia y pureza del flamenco (cara A) (1978).
- Todas sus grabaciones (1969-1978).

### Singles
- Scouting / Sonetto, Diábolo (1969).
- Scouting / Assajo nº1, Diábolo (1970).
- I Left You / One Hopeless Whisper, Philips (1970).
- Decission / Look At The Rainbow, Philips (1970).
- Decision / I Left You, Pèrgola (1970).
- Well, you know / Love Millonaire, Philips (1970).
- We come to smash this time/ My funny girl, Philips (1971).
- El garrotín / Tangos de Ketama, Bocaccio (1971).

- Ni recuerdo ni olvido (parteix 1/ part 2), Bocaccio (1971).
- Ni recuerdo ni olvido (parteix 1/ part 2), Chapa (1978).

## Filmografia
- Gervasio Iglesias, El Underground: La ciudad del arcoíris (2003).